# Žuti lokvanj
Žuti lokvanj (lat. Nuphar lutea), vodena trajnica iz porodice lopočevki, jedna je od dviju vrsta lokvanja koji rastu po Hrvatskoj, druga je patuljasti lokvanj (N. pumila)
Žuti lokvanj rasprostranjen je po cijeloj Europi i dijelovima sjeverne Afrike i Bliskog istoka, a staništa su mu vode stajačice, bare, močvare i jezerca sve do 1000 metara nadmorske visine. 
Odlikuje se velikim kožastim listovima, koji kao i cvjetovi plutaju po površini vode, dok mu je horizontalni podanak smješten u muljevitom tlu. I sjemenke i podanak žutog lopoča su jestivi. Podanak je otrovan zbog alkaloida, koji nestaje nakon kuhanja ili pečenja. Sjemenke se mogu jesti pržene a mogu poslužiti i kao zamjena za kavu.
- ilustracija
- Listovi i cvjetovi
- Ocvijet
- plod
- plod